# الهوام

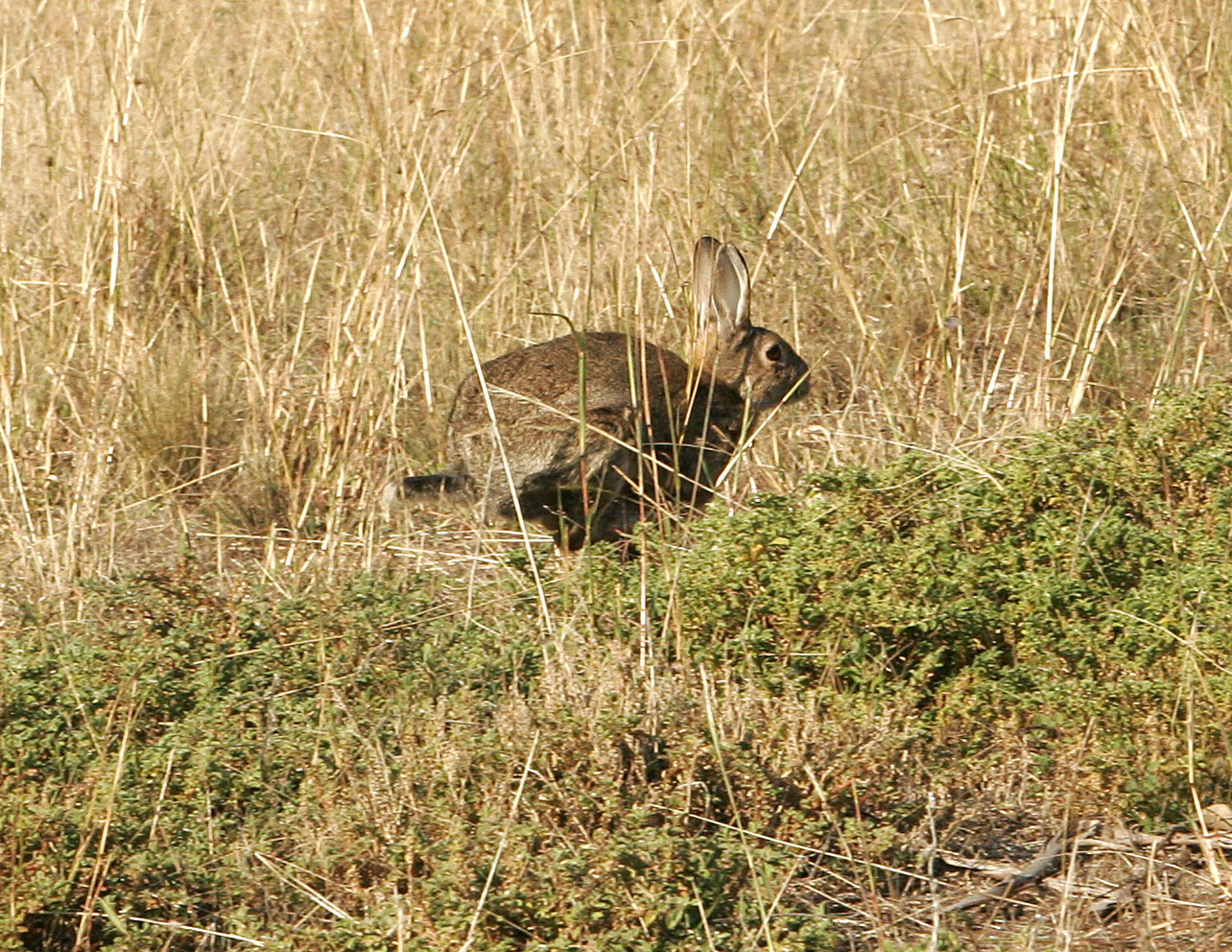
أرنب بري - يعتبره الكثير من الفلاحين حيوانًا ضارًا

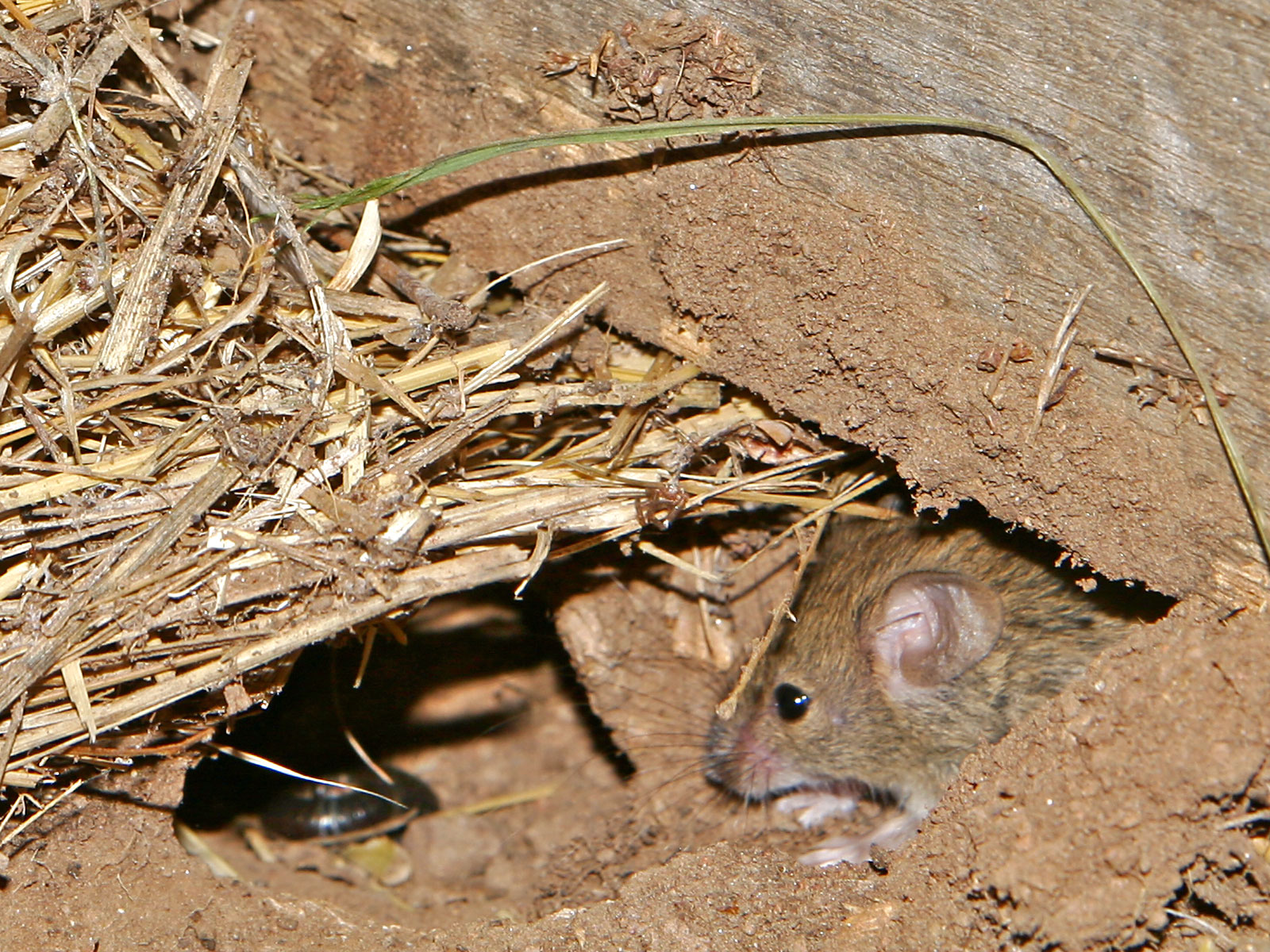
فأر

الهوام (أو الكائنات الضارة أو الحيوانات الضارة) هو مصطلح يطلق على أنواع مختلفة من الحيوانات التي يتم التعامل معها باعتبارها آفات أو كائنات مزعجة وخاصة الكائنات التي تنقل الأمراض. ونظرًا لأن هذا المصطلح يطلق على الكائنات التي لها علاقة بالأنشطة البشرية، فإن الأنواع التي يتضمنها هذا المصطلح تختلف من منطقة إلى أخرى ومن شخص إلى آخر. ولقد اشتق هذا المصطلح من الكلمة اللاتينية vermis (وتعني الدودة)، لكن عُمّم استخدامه على كل شيء يشبه الدودة مثل يرقات أنواع معينة من الحشرات، وكثير منها يصيب المواد الغذائية بالطفيليات. وقد وُجد مصطلح «الكائن الضار» (والحيوان الضار) في مصادر يعود تاريخها إلى الفترة من 1530 إلى 1540.

## التمييز الهجائي
Varmint أو varmit هي كلمة إنجليزية أمريكية عامية، شائعة بشكل خاص في شرق أمريكا وفي الجنوب الشرقي بالقرب من حدود منطقة أبالاتشيا العظمى. يصف المصطلح الحيوانات الضارة التي تداهم المزارع في مقابل الحيوانات التي تصيب المزارع بالعدوى، وخاصة الحيوانات المفترسة مثل الثعالب وابن عرس وذئب البراري، وفي بعض الأحيان الذئاب والدببة بدرجة أقل والحيوانات العشبية والحيوانات المختبئة في الجحور التي تقوم بإتلاف المحاصيل والأراضي الزراعية.
وتعتبر هذه الترجمة لكلمة "vermin" مصطلحًا غير سائد في كتابة اللغة الإنجليزية القياسية، وهو وصف شائع لبعض الأنواع من الأسلحة ومكافحة الآفات في أبالاتشيا وبالقرب من ولايات غرب وجنوب غرب أمريكا التي استخدمته لمصطلحات مثل بندقية الحيوانات الضارة وبندقية الصيد.

## نطاق المعنى
في المعتاد، يستخدم هذا المصطلح للإشارة إلى كل من القوارض والحشرات الناقلة للأمراض، ولكن ينطبق المصطلح أيضًا على الحيوانات الأكبر حجمًا وخاصة الحيوانات المفترسة الصغيرة لأنها تقوم بإتلاف الموارد الخاصة بالجنس البشري مثل المواشي والمحاصيل الزراعية. ومثال على ذلك الطيور التي تأكل حبوب المحاصيل الزراعية والفواكه. والحمام المنتشر بشكل واسع في المناطق الريفية قد يتم اعتباره في بعض الأحيان من الكائنات الضارة. كذلك، يشار في بعض الأحيان إلى بعض أنواع الثعابين والعناكب على أنها كائنات ضارة.

## تدهور التوازن البيئي
قد تتطور بعض أنواع الكائنات؛ لتصبح كائنات ضارة عند توافر الظروف البيئية الملائمة، وكذلك إذا واجهت بعضًا من أعدائها الطبيعيين، أو حتى دون أن تواجه هؤلاء الأعداء. في مثل هذه الحالات، غالبًا ما يقوم الإنسان بتجسيد دور المفترس للحد من الخطر الموجه للبيئة. والمثال الأول للكائنات الضارة في تلك الحالة هو الماعز في أرخبيل غالاباغوس. وتعتبر الجرذان، والفئران، والصراصير، مخلوقات ضارة منتشرة بدرجة كبيرة في الريف، وفي الضواحي الريفية.

## كندا
تختلف قوانين وتعليمات الصيد من مقاطعة إلى أخرى في كندا. ففي ولايات نيو برونزويك، يتم تصنيف الخنازير البرية، والذئاب البرية، والغربان على أنها «مخلوقات ضارة»، ويسمح بصيدها فيما بين الأول من مارس والعشرين من سبتمبر مع دفع رسوم ضئيلة لإصدار ترخيص الصيد.

## المملكة المتحدة
بالنسبة لـ«قوانين المخلوقات الضارة» المتبعة في مدينة تيدور، وصفت العديد من المخلوقات بأنها حيوانات مفترسة وقامت بمهاجمة محاصيل الريف وسكان الريف حيث قام السكان بدفع نفقات اصطياد تلك الكائنات الضارة. بالنسبة للبيان الذي تم إصداره بخصوص الحدأة الحمراء على أنها مخلوق ضار، فقد أدى إلى انقراضها في المملكة المتحدة في القرن العشرين. ومع ذلك، تمت تربية الحدأة الحمراء مرة ثانية بعد نقل زوجين للتربية من أوروبا.

## وصلات خارجية
- The New Brunswick Ministry of Natural Resources